# Bolbelasmus romanorum
Bolbelasmus romanorum är en skalbaggsart som beskrevs av Arnone och Massa 2010. Bolbelasmus romanorum ingår i släktet Bolbelasmus och familjen Bolboceratidae. Inga underarter finns listade.